# Jean Arnal
Pour les articles homonymes, voir Arnal.
Jean Arnal, né le 26 juin 1907 à Saint-Mathieu-de-Tréviers et mort le 9 août 1987 à Montpellier, est un médecin et préhistorien amateur français.

## Travaux
Les recherches de Jean Arnal sur la stratigraphie des vestiges du Néolithique dans le Languedoc lui ont permis, dès le début des années 1950, de reconnaître la contemporanéité du Chasséen français avec d'autres cultures du Néolithique d'Europe de l'Ouest.
En plus de vingt ans de recherches, il est notamment l'auteur de plus d'une quarantaine de publications sur les statues-menhirs du sud de la France où il synthétise les résultats acquis depuis la fin du XIXe siècle.